# John Cashman, Jr. Memorial
 (août 2021).
Si vous disposez d'ouvrages ou d'articles de référence ou si vous connaissez des sites web de qualité traitant du thème abordé ici, merci de compléter l'article en donnant les références utiles à sa vérifiabilité et en les liant à la section « Notes et références ».
Le John Cashman, Jr. Memorial, appelé Nat Ray Trot jusqu'en 2012, est une course hippique de trot attelé se déroulant au mois d'août sur le Meadowlands Racetrack (faisant partie du Meadowlands Sports Complex) dans la banlieue de New York aux États-Unis.
C'est une course internationale réservée aux chevaux de 5 et 6 ans. Elle se court sur la distance de 1 609 mètres, départ à l'autostart. L'allocation s'élève en 2024 à 282 000 $. Le Nat Ray était jusqu'en 2007 une étape de la Coupe du Monde de Trot.

## Palmarès depuis 1988
| Année | Vainqueur        | Pays       | Père              | Driver            | Deuxième          | Troisième          | Distance | Réd.km |
| ----- | ---------------- | ---------- | ----------------- | ----------------- | ----------------- | ------------------ | -------- | ------ |
| 2024  | Jiggy Jog S      | États-Unis | Walner            | Dexter Dunn       | Southwind Tyrion  | Chapercraz         | 1 609 m  | 1'08"  |
| 2023  | It's Academic    | États-Unis | Uncle Peter       | David Miller      | Venerate          | Southwind Tyrion   | 1 609 m  | 1'09"2 |
| 2022  | Alrajah One      | Italie     | Maharajah         | Dexter Dunn       | Ecurie D          | Lovedbythemasses   | 1 609 m  | 1'08"6 |
| 2021  | Manchego         | États-Unis | Muscle Hill       | Dexter Dunn       | Beads             | Lindy The Great    | 1 609 m  | 1'08"7 |
| 2020  | Gimpanzee        | États-Unis | Chapter Seven     | Brian Sears       | Lindy the Great   | Soul Strong        | 1 609 m  | 1'08"4 |
| 2019  | Crystal Fashion  | États-Unis | Cantab Hall       | David Miller      | Guardian Angel Ås | Six Pack           | 1 609 m  | 1'08"4 |
| 2018  | Marion Marauder  | États-Unis | Muscle Hill       | Scott Zeron       | Will Take Charge  | Hannelore Hanover  | 1 810 m  | 1'09"6 |
| 2017  | Resolve          | États-Unis | Muscle Hill       | Åke Svanstedt     | Marion Marauder   | Lookslikeachpndale | 1 810 m  | 1'08"7 |
| 2016  | Resolve          | États-Unis | Muscle Hill       | Åke Svanstedt     | Obrigado          | Flanagan Memory    | 1 609 m  | 1'08"5 |
| 2015  | Flanagan Memory  | Canada     | Kadabra           | Brian Sears       | Gural Hanover     | Obrigado           | 1 810 m  | 1'09"5 |
| 2014  | Sebastian K.     | Suède      | Korean            | Åke Svanstedt     | Market Share      | Archangel          | 1 609 m  | 1'08"4 |
| 2013  | Sevruga          | États-Unis | SJ's Caviar       | Andy Miller       | Mister Herbie     | Uncle Peter        | 1 609 m  | 1'08"9 |
| 2012  | Chapter Seven    | États-Unis | Windsong's Legacy | Tim Tetrick       | Mister Herbie     | Daylon Magician    | 1 609 m  | 1'08"5 |
| 2011  | San Pail         | États-Unis | San Pellegrino    | Randy Waples      | Arch Madness      | Lucky Jim          | 1 609 m  | 1'08"9 |
| 2010  | Slave Dream      | États-Unis | Pearsall Hanover  | John Campbell     | Enough Talk       | Reven d'Amour      | 1 609 m  | 1'09"6 |
| 2009  | Lucky Jim        | États-Unis | SJ's Photo        | Andy Miller       | Glen Kronos       | Gift Kronos        | 1 609 m  | 1'08"5 |
| 2008  | Misterizi        | États-Unis | Mr Lavec          | Tim Tetrick       | Arch Madness      | Enough Talk        | 1 609 m  | 1'09"  |
| 2007  | Corleone Kosmos  | États-Unis | SJ's Photo        | John Campbell     | Equinox Bi        | San Remo Kosmos    | 1 609 m  | 1'09"2 |
| 2006  | Sand Vic         | États-Unis | Mr Vic            | Brian Sears       | Ripped            | Smooth Muscles     | 1 609 m  | 1'09"3 |
| 2005  | Hellava Hush     | États-Unis | Lindy Lane        | Cat Manzi         | Sand Vic          | Elegant Man        | 1 609 m  | 1'10"  |
| 2004  | Revenue          | Suède      | Rêve d'Udon       | Lufti Kolgjini    | Hez Striking      | HP Paque           | 1 609 m  | 1'10"2 |
| 2003  | Rotation         | États-Unis | Balanced Image    | Trevor Ritchie    | HP Paque          | Fool's Goal        | 1 609 m  | 1'10"  |
| 2002  | Victory Tilly    | Suède      | Quick Pay         | Stig H Johansson  | Fool's Goal       | Plesac             | 1 609 m  | 1'08"9 |
| 2001  | Fool's Goal      | États-Unis | Armbro Goal       | Jack Moiseyev     | Dr Ronerail       | Dream Vacation     | 1 609 m  | 1'10"2 |
| 2000  | Moni Maker       | États-Unis | Speedy Crown      | Wally Hennessey   | Nikki Cole Cole   | Raffaello Ambrosio | 1 609 m  | 1'09"7 |
| 1999  | Magician         | États-Unis | Royal Prestige    | David Miller      | Supergrit         | Georgia Limited    | 1 609 m  | 1'09"8 |
| 1998  | Moni Maker       | États-Unis | Speedy Crown      | Wally Hennessey   | Glorys Comet      | Super High Test    | 1 609 m  | 1'09"8 |
| 1997  | Moni Maker       | États-Unis | Speedy Crown      | Wally Hennessey   | Georgia Limited   | Wesgate Crown      | 1 609 m  | 1'09"7 |
| 1996  | Oaklea Count     | États-Unis | Dream of Glory    | Ron Waples        | B Cor Pete        | Goodtimes          | 1 609 m  | 1'09"7 |
| 1995  | SJ's Photo       | États-Unis | Photo Maker       | David Wade        | Night Court Dan   | Golly Too          | 1 609 m  | 1'10"2 |
| 1994  | Pine Chip        | États-Unis | Arndon            | John Campbell     | SJ’s Photo        | Meadowbranch Hans  | 1 609 m  | 1'09"8 |
| 1993  | Giant Force      | États-Unis | Meadow Road       | John Patterson Jr | Sirocco Spur      | Worldly Woman      | 1 609 m  | 1'11"  |
| 1992  | Furman           | États-Unis | Joie de Vie       | Jack Moiseyev     | No Sex Please     | Honkin Hanover     | 1 609 m  | 1'11"  |
| 1991  | Florida Jewel    | États-Unis | Crysta's Crown    | John Campbell     | Bold Herbert      | Peach Pit          | 1 609 m  | 1'10"8 |
| 1990  | Alfresco         | États-Unis | Arndon            | Ron Waples        | Prince Mystic     | Kerry’s Crown      | 1 609 m  | 1'12"7 |
| 1989  | Chadwick Hanover | États-Unis | Florida Pro       | Paul Spears       | Free Token        | Super Speedy       | 1 609 m  | 1'12"3 |
| 1988  | Mack Lobell      | États-Unis | Mystic Park       | John Campbell     | Go Get Lost       | Armbro Fling       | 1 609 m  | 1'11"5 |